# Mohamed Berkane
Mohamed Berkane (en arabe : بر كا ن محمد), né  à Batna le 28 février 1951, est un artiste peintre algérien.

## Biographie
Dès son jeune âge, il se sent attiré par l'art de la peinture. Au cours de ses études qu'il doit interrompre pour aller faire son service national en 1970, bien décidé à embrasser la carrière de peintre, il se met à dessiner et à visiter les lieux où l'on exposait la peinture. Peintre autodidacte. Il pratique l'art de la peinture de manière spontanée et trouve sa voie dans la création picturale.
En 1973, il participe au concours d'entrée à l'école régionale des beaux-arts de Constantine où il passe avec succès les épreuves. En 1976, il se lie d'amitié avec Hocine Houara et participe au congrès des arts plastiques (UNAP) à Skikda. Il est alors élu membre fondateur de la section de Batna. Depuis, il a toujours contribué à la promotion de l'art et de la culture dans la région de Batna.
En 1974, il occupe le poste d'animateur des arts plastiques à la maison de jeunes de Batna et, en 1975, part en France pour un stage de deux mois en qualité de méthodiste dans le cadre d'un contrat entre la société des activités diverses de la wilaya de Batna et la société R Husson & Cie.
Animateur de peinture à la maison de la culture Mohamed Laid El Khalifa de Batna (1977), en 1979, il occupe le poste des activités culturelles au lycée Aicha (oum el mouminines) puis part en Libye en 1981 où il travaille comme dessinateur dans une société d'industrie chimique. L'année suivante, il fait un périple en Europe notamment en France, en Belgique, en Italie, en Yougoslavie, en Bulgarie et en Turquie. Il est aussi invité à participer à l'exposition regroupant des artistes nationaux à la galerie Mohamed Racim d'Alger.
De 1983 à 1985, il occupe le poste des activités culturelles au technicum Med Saddik Ben Yahia et de 1985 à 2008, celui de gérant de son entreprise Décostyle.
Il a été en 1998 membre fondateur de la Fondation Aurassienne des Sciences Art et Culture (FASAC).
En 2009, il fut hospitalisé au Centre hospitalier de Batna (CHU), son état nécessita une prise en charge vers l'hôpital de Ain Naâdja à Alger. Il reçut la visite des artistes  Rachid Mouffok, Mohamed Krim et Haddad Djamai et ainsi que le fils de Abdelali Boughrara. Alors, la Fondation auressienne des Sciences, Arts et Culture (FASAC) avait lancé un appel afin de le transférer en urgence vers la capitale.

## Prix
En 1974, premier prix de l’affiche (challenge des Aurès)